# Tabanus dolini
Tabanus dolini är en tvåvingeart som beskrevs av Ivanistshuk 1986. Tabanus dolini ingår i släktet Tabanus och familjen bromsar. Inga underarter finns listade i Catalogue of Life.